# دوبنتس (منطقه تروتنوف)
دوبنتس (به چکی: Dubenec) یک منطقهٔ مسکونی در جمهوری چک است که در منطقه تروتنوف واقع شده‌است.